# سیمو سارینن
سیمو سارینن (فنلاندی: Simo Saarinen؛ زادهٔ ۱۴ فوریهٔ ۱۹۶۳) بازیکن هاکی روی یخ اهل فنلاند بود.
از باشگاه‌هایی که در آن بازی کرده‌است می‌توان به نیویورک رنجرز اشاره کرد.